# Atlas V
De Atlas V (soms als Atlas 5 geschreven) is een commercieel type draagraket die gebruikt wordt door onder andere de Amerikaanse ruimtevaartorganisatie NASA en het Amerikaanse ministerie van defensie. De Atlas V werd onder het EELV-programma van de Amerikaanse luchtmacht ontwikkeld door Lockheed Martin en werd tot de oprichting van United Launch Alliance (ULA) - een joint venture waarin de raketbouw-en-lanceerafdeling van Boeing en Lockheed Martin werden ondergebracht - in 2006 ook door Lockheed Martin gebouwd en gelanceerd. De commerciële verkoop van Atlas V-lanceringen bleef tot 2018 in handen van Lockheed Martin.
Deze behoren tot de Atlasraketten die worden gebouwd door United Launch Alliance, een joint venture van Boeing en Lockheed Martin. De eerste lancering vond plaats in augustus 2002, en tot nog toe is er geen mislukte lancering geweest. Op 8 augustus 2019 werd voor de tachtigste keer een Atlas V gelanceerd. 
De Atlas V is modulair van opzet en in verschillende configuraties beschikbaar. 
De Atlas V is de opvolger van de Atlas III die al dezelfde hoofdmotor gebruikte maar kleiner was zodat deze nog vanaf het oude Atlas-Centaur-lanceerplatform SLC-36 kon worden gelanceerd. Voor de Atlas V was een groter lanceercomplex nodig.

## Opbouw en eigenschappen

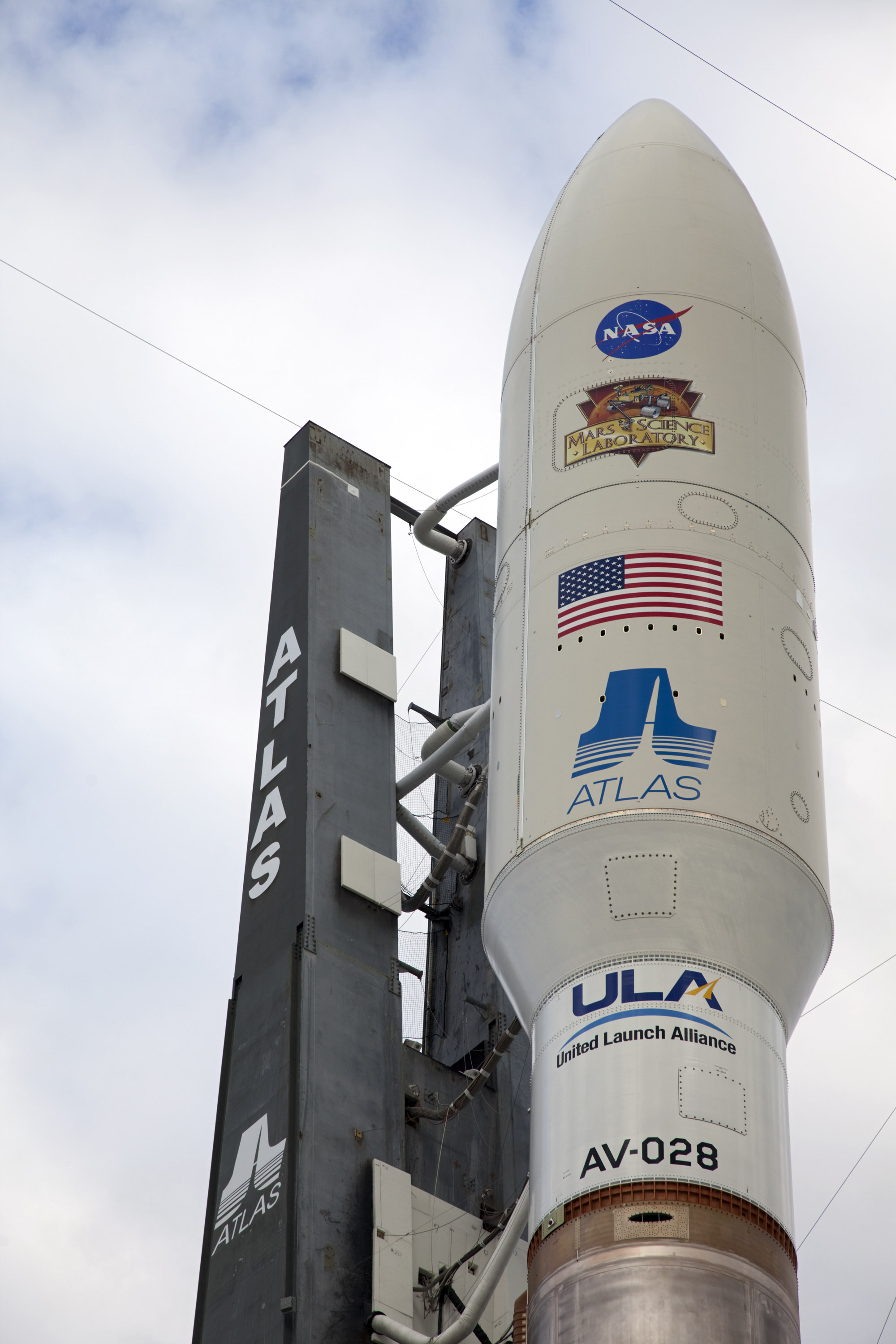
Een "500"-kap met de Mars Science Laboratory.

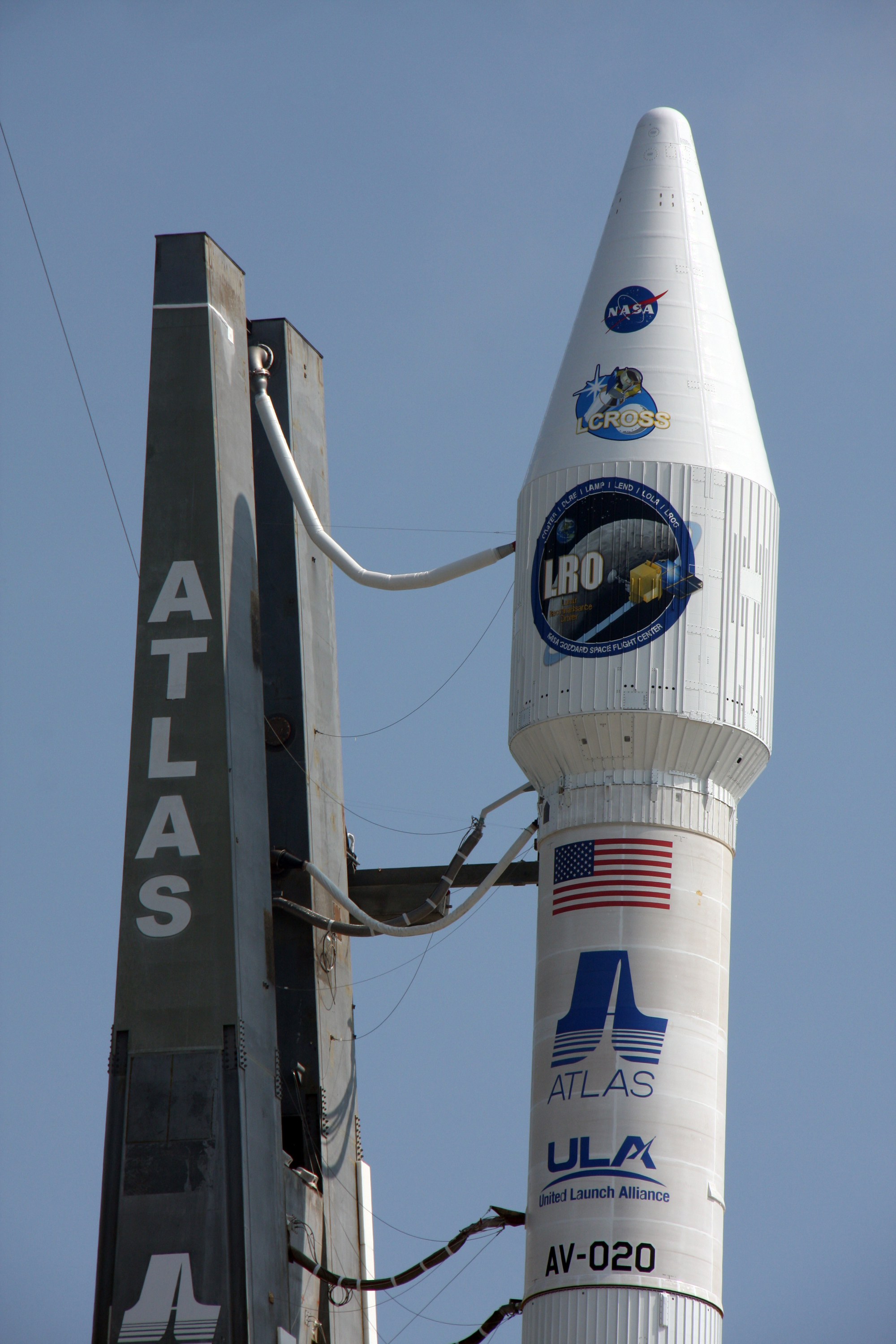
Een "400"-kap met LRO en LCROSS.

De Atlas V is een tweetrapsraket. De eerste trap is 32,46 m hoog, heeft een diameter van 3,81 m en een leeggewicht van 21 ton. Volgetankt weegt ze 286 ton. De brandstof is RP-1, een vloeibaar kerosineachtig mengsel van koolwaterstoffen, dat met vloeibare zuurstof wordt verbrand. 
Anders dan bij eerdere Atlas-raketten zijn de tanks van de eerste trap geen ballontanks maar opgebouwd uit aluminium met een isogridstructuur. Dat betekent dat deze hun eigen stevigheid hebben en tijdens vervoer en opslag niet onder druk hoeven te worden gehouden. De bronsachtige kleur is het gevolg van het anodisatieproces waarmee het aluminium tegen corrosie wordt beschermd. 
De motor is een Energomash RD-180-raketmotor, geproduceerd in Rusland. De motor heeft een stuwkracht van 3.826 kN op grondniveau. Doordat de brandstoftanks van de Atlas V groter zijn dan die van de Atlas III kan de kracht van de RD-180 maximaal worden benut.
Om de stuwkracht te verhogen kan men tot vijf boosters op vaste brandstof aan de eerste trap bevestigen, die elk een extra 1.690 kN leveren bij de start. De boosters zijn 20 m lang en hebben een diameter van 1,58 meter. De boosters kunnen asymmetrisch rond de eerste trap aangebracht zijn; het is ook mogelijk om de raket met één booster te lanceren. Dat kan doordat de straalpijpen daarvoor zijn uitgericht. 
Tot halverwege 2020 gebruikte de Atlas V hiervoor boosters van het type Aerojet Rocketdyne AJ-60A. Vanaf september 2020 zal ULA de Atlas V in aanloop naar de introductie van diens opvolger de Vulcan uitrusten met Graphite Epoxy Motor van Northrop Grumman Space Systems. Een krachtiger type boosters zou ertoe leiden dat het ontwerp van de gehele Atlas V herkeurd zou moeten worden. De GEM 63 is daarom ontworpen om de stuwkracht-specificatie de AJ-60A te benaderen. Deze kost echter slechts iets meer dan de helft. De introductie van de GEM 63 stond eerder voor halverwege 2019 gepland. Vlucht NRO-L-101 op 13 november 2020 was de eerste lancering met dit type boosters. Behalve de lagere kosten is de overstap voor ULA ook een belangrijke stap naar de introductie van de Vulcan (opvolger van de Atlas V) die een verlengde versie van de GEM 63 (GEM 63-XL) gebruikt. Daarmee is de GEM 63-techniek al bewezen voor de introductievlucht.
Als bovenste trap gebruikt de Atlas V een Centaur-III. Er zijn twee varianten beschikbaar, een tweemotorige die geschikt is om zware lasten in een lage omloopbaan te brengen, en een eenmotorige die geschikt is voor geostationaire satellieten. De motoren zijn van het type RL-10 van Aerojet Rocketdyne die tot 99 kN stuwkracht leveren. Ze werken op vloeibare waterstof en vloeibare zuurstof. De eenmotorige variant gebruikt de RL-10. De eenmotorige Centaur (SEC, Single Engine Centaur) gebruikt de RL10C-1-variant. De tweemotorige variant (DEC, Dual Engine Centaur) gebruikt de RL10A-4-2-uitvoering die kleinere straalpijpen heeft waardoor er twee stuks van in de tussentrap passen. De tweemotorige Centaur is op de Atlas V tot nog toe alleen voor de lancering van een Boeing Starliner ingezet.
Voor de nuttige lading zijn twee vrachtkegels mogelijk: de "400"-serie met een buitendiameter van 4,2 meter en een totale lengte van 12 tot 13,8 meter, en de "500"-serie voor volumineuze ladingen, met een buitendiameter van 5,4 meter en een totale lengte van 20,7 tot 26,5 meter. De 400-neuskegel wordt bovenop de Centaur gemonteerd. De 500-neuskegel zit vast aan de tussentrap en de vrachtadapter zodat er meer massa op de Centaur kan worden geplaatst en de krachten van de eerste trap (schudden, acceleratie, tegendruk van de atmosfeer) effectiever worden verdeeld. Dat is nodig omdat de Centaur uit een ballontank bestaat die niet genoeg eigen stevigheid heeft om de zwaarste ladingen of hoogste acceleratiekracht tijdens de eerste fase van de vlucht te dragen.
De neuskegels werden tot 2020 in de fabriek van RuagSpace (dat sinds 1 mei 2022 Beyond Gravity heet) in het Duitse Bremen geproduceerd. Om de prijzen van de neuskegel omlaag te brengen heeft ULA op hun terrein in Decatur ruimte ter beschikking gesteld waar Beyond Gravity zijn productielijn voor neuskegels naartoe verhuist. Daar worden ook neuskegels voor derden geproduceerd. De 400-neuskegel werd op 10 november 2022 voor het laatst gebruikt tijdens missie JPSS 2.
In 2015 kondigde ULA CEO Tory Bruno aan voortaan zes houders voor cubesats op de Atlas V en zijn beoogde opvolger de Vulcan te plaatsen opdat universiteiten voortaan projecten als secundaire lading kunnen meesturen. Deze CubeSat-houders zitten aan de onderzijde van de Centaur rond de motor geplaatst.
In 2018 bewees ULA tijdens missie AFSPC-11 dat een Atlas V (551-configuratie) in staat is een vracht direct in een geostationaire baan (GSO) te plaatsen.

### Fabricage, integratie en lancering
Er zijn twee lanceerplatforms vanwaar de Atlas V-raketten worden gelanceerd. SLC-41 op het Cape Canaveral Air Force Station wordt gebruikt als in een baan naar oosten wordt gelanceerd. SLC-3E op Vandenberg Air Force Base wordt voor lanceringen naar een baan over de aardpolen en voor retrograde aardbanen gebruikt. 
De raketten worden vanuit de fabriek in Decateur Alabama met ULA’s vrachtschip RocketShip (tot september 2019 bekend als Delta Mariner) naar havens nabij de lanceerbases vervoerd. Voor het vervoer naar Vandenberg moet via het Panamakanaal worden gevaren. Een enkele keer worden Atlas V-trappen vervoerd met een Antonov An-124.
Op Cape Canaveral AFS wordt de Atlas V aan de rand van lanceercomplex SLC-41 verticaal op een mobiel lanceerplatform geassembleerd en dan vanuit de Vertical Integration Facillity naar de lanceerplaats gereden. Op Vandenberg AFB SLC-3E wordt de Atlas V op een vast platform opgebouwd waarover een beweegbare hangar (Mobile Integration Structure) is geplaatst. Die hangar rijdt weg van het platform waardoor de raket vrij komt te staan.
De brandstoftanks worden meestal een dag voor de lancering volgetankt. De vloeibare zuurstof wordt in de uren voor de lancering getankt.
In de aftelsequentie van de Atlas V zitten op T -15:00 minuten en T -4:00 minuten momenten waarop het aftellen wordt stilgelegd. Eventueel ontdekte problemen (bijvoorbeeld een communicatie storing of een sensorfout) kunnen dan indien dat mogelijk is van afstand worden verholpen.

## Configuraties
(stand per 30 juli 2024)
De Atlas V-configuraties worden met drie cijfers aangeduid:
- 1e: diameter van de omhulling van de nuttige lading die de neuskegel vormt (afgerond, in meter: 4 of 5 of een N bij geen neuskegel)
- 2e: aantal boosters (0 tot 5)
- 3e: aantal motoren van de bovenste trap (1 of 2)

Op 30 juli 2024 werd de 101e Atlas V gelanceerd. Daarvan werden er 84 vanaf Cape Canaveral SLC-41 gelanceerd en zeventien vanaf Vandenberg SLC-3E. Er staan nog 15 Atlas V-lanceringen gepland; allen vanaf SLC-41. Zes bemande Starlinervluchten, acht in het kader van Amazon’s Project Kuiper, en één voor ViaSat
| Versie                  | Atlas V(401)     | Atlas V(411)     | Atlas V(421)     | Atlas V(431)     | Atlas V(501)   | Atlas V(511)    | Atlas V(521)     | Atlas V(531)     | Atlas V(541)     | Atlas V(551)    | Atlas V(N22)     |
| ----------------------- | ---------------- | ---------------- | ---------------- | ---------------- | -------------- | --------------- | ---------------- | ---------------- | ---------------- | --------------- | ---------------- |
| Bijnaam                 | Slick Atlas      | Slider           | Twister          | Noise Maker      | Big Slick      | Big Slider      | Aunti Em!        | Thunderer        | Dominator        | Bruiser         | Body Guard       |
| Eerste lancering        | 21 augustus 2002 | 20 april 2006    | 11 oktober 2007  | 11 maart 2005    | 22 april 2010  | 21 januari 2022 | 17 juli 2003     | 14 augustus 2010 | 26 november 2011 | 19 januari 2006 | 20 december 2019 |
| Aantal lanceringen      | 41               | 6                | 9                | 3                | 8              | 1               | 2                | 5                | 9                | 14              | 3                |
| Succesvolle lanceringen | 40               | 6                | 9                | 4                | 8              | 1               | 2                | 5                | 9                | 14              | 3                |
| Mislukte lanceringen    | 0                | 0                | 0                | 0                | 0              | 0               | 0                | 0                | 0                | 0               | 0                |
| Gedeeltelijke successen | 1                | 0                | 0                | 0                | 0              | 0               | 0                | 0                | 0                | 0               | 0                |
| Laatste lancering       | 10 november 2022 | 10 februari 2020 | 10 augustus 2022 | 18 december 2016 | 6 oktober 2023 | 21 januari 2022 | 17 december 2004 | 4 oktober 2022   | 1 juli 2022      | in gebruik      | in gebruik       |

### Atlas V-HLV
Lange tijd was er een concept-ontwerp voor de ontwikkeling van een triple-core Atlas V-HLV (heavy lift vehicle). Deze zou net als de Delta IV Heavy en de Falcon Heavy twee extra eerstetrappen als side-boosters hebben en ruim 29.000 kg in een lage aardbaan kunnen brengen. 
De vraag naar zo'n zware raket was er lange tijd echter nog niet. ULA had de kennis en technologie in huis een eerste Atlas V-HLV binnen twee jaar na een boeking te ontwikkelen en lanceren. In 2015 werd de HLV definitief niet meer ontwikkeld omdat ULA de Atlas V vier jaar later toch door de Vulcan zou vervangen worden en reeds de vergelijkbare Delta IV Heavy had. Die laatste is veel duurder om te bouwen, maar de ontwikkelingskosten van de Atlas V-HLV wegen daar voor een handvol lanceringen niet tegenop.

### Atlas V N22
Voor de lancering van de Boeing Starliner wordt de Atlas V N22 ingezet. Deze is extra veilig gemaakt om bemande vluchten te mogen lanceren. In plaats van een neuskegel zit er een Starliner-capsule op gemonteerd. 
De Atlas V is voorzien van twee vastebrandstofmotoren en de Centaur is de tweemotorige uitvoering. De tweemotorige Centaur was op de Atlas V nog niet eerder toegepast maar voor de introductie van de Atlas V waren alle Centaurs met twee motoren uitgevoerd. 
Het traject van een Starliner-lancering is veel minder steil dan een normale Atlas V-lancering zodat er tijdens een eventueel probleem een minder lange val terug naar aarde wordt gemaakt en de Starliner dan dus minder snelheid heeft. Met minder snelheid wordt de Starliner aan minder re-entry-hitte blootgesteld en ondergaat deze een minder agressieve deceleratie. Starliner-lanceringen zijn vanuit de Atlas V bekeken suborbitale lanceringen. De Starliner wordt door de raket net niet tot orbitale snelheid gebracht. De laatste versnelling naar een baan om de Aarde doet de Starliner met zijn eigen motoren. Ook is de Starliner de zwaarste vracht die ooit door een Atlas-raket is gelanceerd.

## Missies
Bekende sondes en satellieten die door een Atlas V in de ruimte zijn gebracht zijn onder andere:
- Mars Reconnaissance Orbiter, augustus 2005
- New Horizons, januari 2006 (lanceersnelheidsrecord dat bleef staan tot de lancering van de Parker Solar Probe op een Delta IV Heavy in 2018)
- Lunar Reconnaissance Orbiter, 18 juni 2009
- X-37B
  - OTV-1, 3 december 2010
  - OTV-2, 16 juni 2012
  - OTV-3, 17 oktober 2014
  - OTV-4, 20 mei 2015
  - OTV-6, 17 mei 2020
- Juno-ruimtesonde augustus 2011
- Mars Science Laboratory november 2011
- MUOS
  - MUOS 1, 24 januari 2012
  - MUOS 2, 19 juli 2013
  - MUOS 3, 20 januari 2015
  - MUOS 4, 2 september 2015
  - MUOS 5, 24 juni 2016
- MAVEN, 18 november 2013
- ISS bevoorrading
  - Cygnus OA-4, 6 december 2015
  - Cygnus OA-6, 23 maart 2016
  - Cygnus OA-7, 18 april 2017
- OSIRIS-REx, 8 september 2016
- InSight, 5 mei 2018
- Solar Orbiter, 10 februari 2020
- Mars 2020, 31 juli 2020
- Lucy, 16 oktober 2021
- Project Kuiper, va. 6 oktober 2023

De Atlas V wordt ook gebruikt om het bemande ruimteschip Starliner waarmee Boeing een Commercial Crew-contract won te lanceren Ook werd de Atlas V ingezet voor drie ISS-bevoorradingsmissies met Orbital ATK's Cygnus. De eerder geplande vluchten van Sierra Nevada's Dream Chaser-cargo zijn omgeboekt naar de Vulcan.
Op 19 april 2021 boekte Amazon.com negen Atlas V-lanceringen voor hun satellietinternet-netwerk Project Kuiper. Dit valt op omdat de eigenaar van Amazon bij zijn andere bedrijf Blue Origin ook zelf een draagraket, de New Glenn, in ontwikkeling heeft en omdat de Atlas V en niet zijn bijna gereed zijnde opvolger Vulcan werd geboekt.

### Atlas V-lanceringen per jaar
| Jaar | Aantal |
| ---- | ------ |
| 2002 | 1      |
| 2003 | 2      |
| 2004 | 1      |
| 2005 | 2      |
| 2006 | 2      |
| 2007 | 4      |
| 2008 | 2      |
| 2009 | 5      |
| 2010 | 4      |
| 2011 | 5      |
| 2012 | 6      |
| 2013 | 8      |
| 2014 | 9      |
| 2015 | 9      |
| 2016 | 8      |
| 2017 | 6      |
| 2018 | 5      |
| 2019 | 2      |
| 2020 | 5      |
| 2021 | 4      |
| 2022 | 7      |
| 2023 | 2      |

## Anomalieën
Hoewel de Atlas V alle missies met succes lanceerde, is het voor zover bekend tweemaal gebeurd dat er een anomalie optrad.
Het falen van Starliner-testvlucht Boe-OFT op 20 december 2019 gebeurde pas na het afkoppelen van de Starliner en is dus niet aan de Atlas V te wijten.

### NRO L30, voortijdige SECO
Op 15 juni 2007 lanceerde ULA met een Atlas V een tweetal satellieten voor de National Reconnaissance Office. De motor van de Centaur-trap ging echter vier seconden te vroeg uit ("second stage engine cut off", SECO) vanwege brandstoftekort door brandstofverlies als gevolg van een lekkende klep. Daardoor kwamen de satellieten in een lagere baan terecht. De NRO verklaarde de missie toch een succes. ULA moest wel de volgende Atlas V-missie uitstellen om eenzelfde type klep in die raket te kunnen vervangen.

### OA-6 voortijdige MECO
Bij missie OA-6 waarbij op 23 maart 2016 een Cygnus-vrachtcapsule in een baan naar het ISS werd gebracht viel de hoofdmotor van de boostertrap bijna zes seconden eerder dan de geplande "main engine cut off" (MECO) uit. Doordat de Atlas V vanwege de betrekkelijk lichte vracht en lage baan meer capaciteit had dan benodigd was, kon de Centaur-trap door langer te branden de missie alsnog met succes voltooien. Hierbij heeft de mogelijkheid van de Atlas V om tijdens de vlucht het traject te herberekenen zich als missiereddende techniek bewezen. De zogenaamde "deorbit burn" (om te voorkomen dat de centaur langer dan nodig als ruimteafval in de ruimte blijft rondzweven) duurde echter korter en had als gevolg dat de Centaur op een andere plaats dan gepland in de dampkring verbrandde. 
Gevolg was echter wel dat ULA een aantal geplande lanceringen uitstelde tot de oorzaak gevonden was. Na onderzoek werd een probleem in de brandstofmengklep, die ervoor zorgt dat kerosine en vloeibare zuurstof in de juiste verhouding gemengd worden, als oorzaak aangewezen. De Atlas V zou 24 juni 2016 weer vliegen.

## Politieke en economische positie
Toen ULA in 2006 werd opgericht door samenvoeging van de raketafdelingen Lockheed Martin en Boeing had ULA een Amerikaans monopolie met de Delta II-, de Delta IV- en de Atlas V-lanceersystemen. Zowel NASA als de US Air Force eisen dat er minimaal twee verschillende typen lanceersystemen op de markt zijn om zo een plan-B te hebben bij problemen met één type raket. Om die reden bleef ULA zowel de Atlas V als de in prestaties vergelijkbare maar veel duurdere Delta IV aanbieden en bouwen.
Sinds 2010 heeft concurrent SpaceX de Falcon 9-raket op de markt voor een veel lagere prijs. 
Ook heeft ULA door de in 2014 veranderde politieke verhoudingen van Amerika met Rusland problemen met het verkrijgen van Russische raketmotoren (die onder een handelsboycot vallen) voor zowel de Atlas V als de Delta IV. ULA heeft in de Amerikaanse senaat sterk gelobbyd om bij uitzondering toch Russische RD-180-raketmotoren voor militaire missies te mogen kopen, maar met name politiek zwaargewicht John McCain bleef zich hard maken voor het naleven van deze boycot.
Om zowel economische als politieke redenen werd in 2015 besloten zo snel mogelijk met de veel te dure Delta II en Delta IV (Delta IV Heavy uitgezonderd) te stoppen en zoveel mogelijk Delta-missies om te boeken naar Atlas V. Ook werd besloten vanaf 2019 de Atlas V te vervangen door de nieuw te ontwikkelen Vulcan-raket (eerder bekend als NGLS) die volledig van Amerikaanse makelij en deels herbruikbaar moet zijn. Daarnaast werd de Atlas V door verbeteringen in de productielijn een stuk goedkoper. Kostte een lancering van de basisversie (401) 187 miljoen dollar in 2015, in 2021 was dat gezakt tot ongeveer 100 miljoen dollar. Veel van die veranderingen werden ontwikkeld met het oog op de opvolger maar konden al op de Atlas V worden geïmplementeerd. De eerste vlucht van de Vulcan vond met jaren vertraging pas in januari 2024 plaats.

## Uitfasering
Op 26 augustus 2021 gaf ULA aan geen nieuwe Atlas V-lanceringen meer te verkopen. Er stonden op dat moment nog 29 Atlas V-lanceringen gepland. De laatste zes RD-180-motoren waren in april van dat jaar aan ULA geleverd. Op Cape Canaveral zullen de Atlas V en de Vulcan enkele jaren beiden vanaf lanceercomplex 41 worden gelanceerd. Het huren van slechts een lanceercomplex levert ULA een kostenbesparing op. De laatste Atlas V wordt naar verwachting in 2029 gelanceerd.